# Раутаярви
Ра́утая́рви (фин. Rautajärvi) — пресноводное озеро на территории Лоймольского сельского поселения Суоярвского района Республики Карелия.

## Физико-географическая характеристика
Располагается на высоте 76,9 метров над уровнем моря.
Форма озера продолговатая: оно более чем на один километр вытянуто с севера на юг. Берега несильно изрезанные, каменисто-песчаные, местами заболоченные.
С востока в Раутаярви впадает ручей Раутаярвеноя (фин. Rautajärvenoja), несущий воды озёр Иля-Лаваярви и Сариярви.
С западной стороны из озера вытекает водоток без названия, который, протекая через озёра Ала-Лаваярви, Суласалми (фин. Sulasalmi) и Пюхяярви, впадает в озеро Вуортанаярви, из которого берёт начало река Койринйоки
Острова на озере отсутствуют.
Недалеко от южного берега озера проходит трасса Р21 («Сортавала»).
Населённые пункты вблизи водоёма отсутствуют.
Название озера переводится с финского языка как «железное озеро».